# Svitlana Serbina
Svitlana Serbina (Ucrania, 2 de mayo de 1980) es una clavadista o saltadora de trampolín ucraniana especializada en plataforma de 10 metros, donde consiguió ser campeona mundial en 1998 en los saltos sincronizados.

## Carrera deportiva
En el Campeonato Mundial de Natación de 1998 celebrado en Perth (Australia) ganó la medalla de oro en la prueba de saltos sincronizados desde plataforma de 10 metros, con una puntuación de 278 puntos, por delante de las chinas y estadounidenses, siendo su compañera de saltos Olena Zhupina.